# گلیکوزیدهای قلبی
گلیکوزیدهای قلبی (به انگلیسی: Cardiac glycosides) داروهایی هستند که برای درمان نارسایی قلب و آریتمی قلب به کار می‌روند. این  گلیکوزیدها معمولاً به عنوان متابولیت‌های ثانویه در بدن برخی گیاهان یا حتی حشراتی مانند شه‌پروانه‌ایان یافت می‌شوند.
گلیکوزیدهای قلبی  با افزایش نیروی انقباض عضلانی منجر به  افزایش برون ده قلبی می‌شوند. این افزایش در نیروی انقباض عضلانی به وسیلهٔ افزایش میزان یون کلسیم (Ca+2) در عضلات حاصل می‌شود.

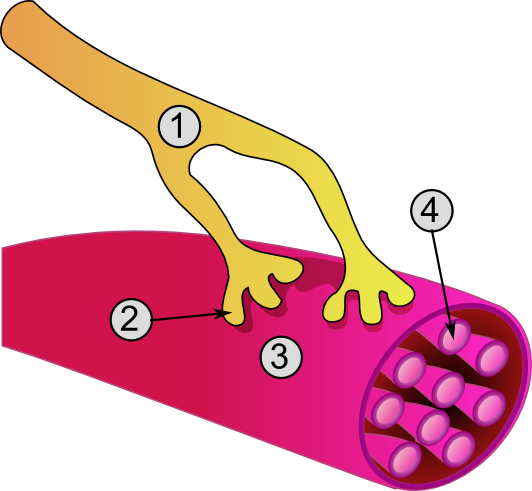
۱. آکسون ۲. پایانهٔ آکسون ۳. سارکومر ۴. تارچه

## انقباض ماهیچه اسکلتی
با رسیدن پیام عصبی به سلول عضلانی یا همان سارکوپلاسم (به انگلیسی: sarcoplasm) و غیر متعادل کردن غشای آن، ساکرولما (به انگلیسی: sarcolemma) از نظر بار الکتریکی این عدم تعادل از طریق فرو رفتگی‌هایی به نام لوله تی (به انگلیسی:t tubule)
با افزایش آزاد شدن یون‌های کلسیم از رتیکولوم‌های ساکروپلاسمیک (به انگلیسی: Sarcoplasmic reticulum) درون سارکوپلاسم به درون تارچه یا میوفیبریل‌های عضلانی تعداد بیشتری از این یون‌ها به درون فضای ساکرومر در درون میوفیبریل می‌روند که در آنجا به پروتئین‌های تروپونین (به انگلیسی: troponin) که بر روی رشته‌های تروپومایوسین (به انگلیسی: tropomyosin) که خود بر روی رشته‌های پروتئینی اکتین (به انگلیسی: actin) قرار دارند چسبیده و پس از واکنش با آن‌ها منجر به حرکت کردن آن‌ها از سر جایشان می‌شوند که این حرکت منجر به آزاد شدن محل اتصال رشته‌های پروتئینی مایوسین (به انگلیسی: myosin) به اکتین می‌شود. پس از آزاد شدن محل اتصال  زائده‌های موی شکلی (به انگلیسی: bulbous head) که بر روی رشته‌های پروتئینی مایوسین وجود دارند به درون محل‌های اتصال روی رشته‌های پروتئینی اکتین فرورفته و اتصالی به نام پل متقاطع (به انگلیسی:cross bridge) را تشکیل می‌دهند. این حرکت منجر به آزاد شدن فسفات‌هایی که بر روی زائده‌های مایوسین قرار داشته‌اند می‌شوند، با آزاد شدن فسفات‌ها آدنوزین دی فسفات (ADP)هایی که تاکنون در سر این زائده‌ها ذخیره شده بودند واکن داده و انرژی مورد نیاز برای حرکت این زائده‌ها را در یک جهت و به میزان ۴۵ درجه را فراهم می‌آورند با حرکت این زائده‌ها رشته‌های اکتینی که به این زائده‌ها ی مایوسینی متصل هستند نیز حرکت می‌کنند. با حرکت رشته‌های اکتینی و با کوتاه شدن نوار اچ (به انگلیسی: H band) عضله منقبض می‌شود این زنجیره از فرایندها تا حدی تکرار می‌شود که عضله به میزان انقباض لازم برسد. پس از حر حرکت یک آدنوزین تری‌فسفات (ATP) جدید به سوی سر زائده‌های مایوسینی آمده و در همین هنگام این زائده‌ها از رشتهٔ اکتین جدا می‌شوند. آدنوزین تری‌فسفات در سر زائده‌های مایوسینی توسط آنزیم ای تی پاز (به انگلیسی: atpase) به آدنوزین دی فسفات و یک فسفر (Pi) تجزیه می‌شود، اکنون زائده‌های مایوسینی آماده برای انقباض بعدی عضلانی می‌باشند. پس از پایان یافتن هر انقباض یون‌های کلسیم به رتیکولوم‌های ساکروپلاسمیک (به انگلیسی: Sarcoplasmic reticulum) ای در خارج از میوفیبریل که از آن‌ها به هنگام رسیدن پیام عصبی آزاد شده بودند بازمی‌گردند.